# 프레스파호

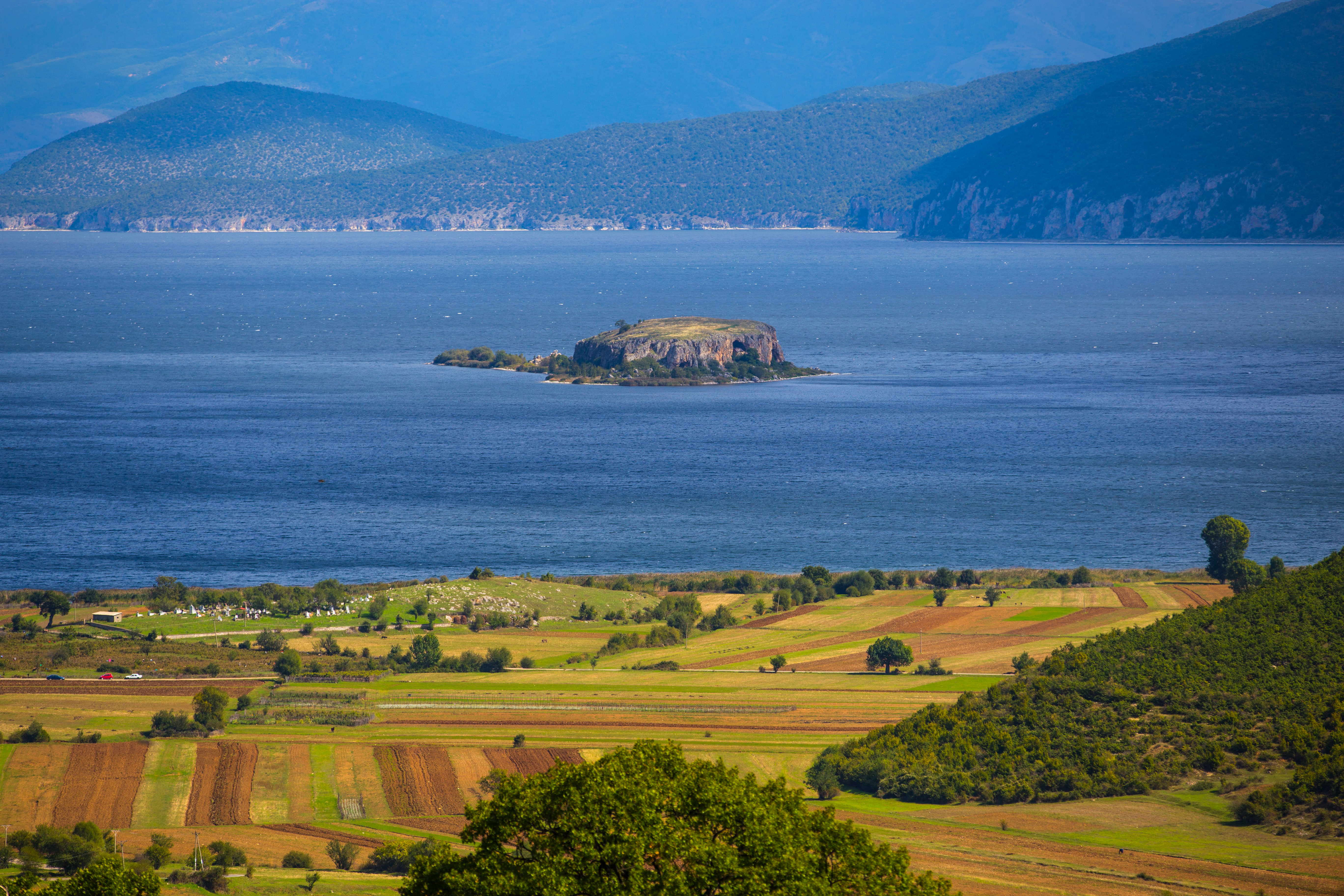
알바니아령 프레스파호에서 본 말리그라드 섬의 모습

오흐리드호와 프레스파호의 위치를 묘사한 지도

프레스파호(알바니아어: Liqeni i Prespës, 그리스어: Λίμνες Πρέσπες, 마케도니아어: Преспанско Езеро)는 알바니아, 그리스, 북마케도니아에 위치한 호수로 면적은 259km2, 최대 수심은 54m, 높이는 853m이다.
호수의 전체 면적 가운데 176.3km2는 북마케도니아에, 46.3km2는 알바니아에, 36.4km2는 그리스에 위치하며 알바니아-그리스 국경 지대에는 소프레스파호가 위치한다. 발칸반도에서 가장 높은 지각 변동을 통해 형성된 호수로서 서쪽으로 약 10km 정도 떨어진 곳에 위치한 오흐리드호와는 표고차가 150m 정도에 달한다. 프레스파호에서 흘러나온 물은 카르스트 지형을 띤 대지를 거쳐 오흐리드호로 흘러간다.
그리스령 프레스파호 유역 지대는 원래 인구가 희박한 지역이었지만 1970년대부터 관광지로 개발되고 있다. 또한 희귀한 동물, 식물이 풍부하게 자생하고 있어서 2000년에는 국경을 초월한 국립공원으로 지정되었다. 알바니아령과 북마케도니아령 프레스파호는 람사르 협약에 따른 습지로 등록되어 있다.
2018년 6월 17일에는 그리스의 알렉시스 치프라스 총리와 북마케도니아의 조란 자에프 총리가 프레스파호 인근에 위치한 그리스의 프사라데스 마을에서 프레스파 협정을 체결했다. 이 협정에 따라 북마케도니아는 국호를 마케도니아 공화국에서 북마케도니아 공화국으로 변경했고 그리스와 북마케도니아 간의 마케도니아 국호 분쟁이 종식되었다.